# Суханов, Владимир Анатольевич
Владимир Анатольевич Суханов (Пустой шаблон {{ВД-Преамбула}} ) — российский хоккеист, нападающий.

## Биография
Воспитанник челябинского «Трактора», тренер Владимир Шабунин. Играл за команды «Таганай» Златоуст (1993/94), «УралАЗ» Миасс (1994/95), «Трактор» (1994/95 — 1997/98, 2000/01), «Надежда» Челябинск (1995/96), «Юниор-Т» Курган (1996/97 — 1997/98), «Трактор-2» (1998/99 — 2000/01), «Сталь» Аша (1998/99 — 1999/2000, 2001/02, 2002/03 — 2003/04), «Горняк» Рудный (Казахстан, 2001/02 — 2002/03).